# Mário de Pimentel Brandão

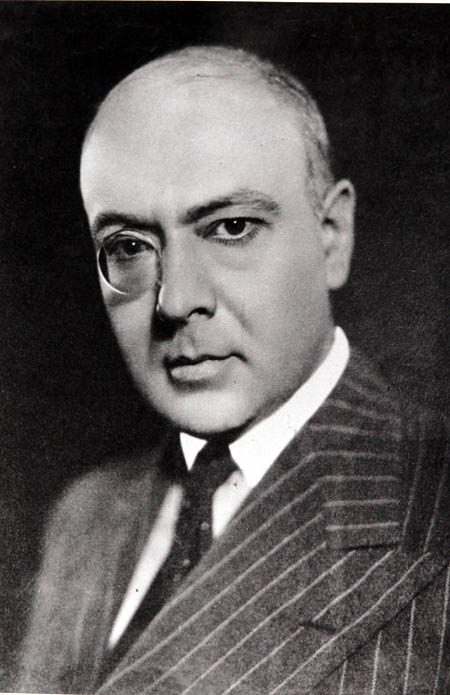
Mário de Pimentel Brandão

Mário de Pimentel Brandão (* 1889 in Rio de Janeiro; † 1956 ebenda) war ein brasilianischer Diplomat und Politiker.
Pimentel Brandão war vom 1. November 1936 bis 15. März 1938 in der Regierung von Getúlio Vargas Minister für Auswärtige Beziehungen.
Am 9. Mai 1940 beim Fall Gelb war Mário de Pimentel Brandão außerordentlicher Gesandter und Ministre plénipotentiaire in Brüssel. Brüssel war unter Beschuss, die belgische Regierung und das diplomatische Corps floh einschließlich Brandão. Maurício Nabuco de Araújo, Generalsekretär des Außenministeriums erteilte per Rundschreiben, Brandão einen Verweis für das Verlassen seines Postens ohne Erlaubnis der Regierung.
In der Folge wurde er wieder als Botschafter beschäftigt. Ende 1952 war er Generalsekretär des brasilianischen Außenministeriums und fungierte zwei weitere kurze Perioden als geschäftsführender Außenminister.

## Ehrungen
- 1952: Großkreuz des Verdienstordens der Bundesrepublik Deutschland